# Milan-San Remo 1975
L'édition 1975 de la course cycliste Milan-San Remo a été remportée au sprint par le Belge Eddy Merckx.

## Classement final
|    | Cycliste                 | Pays     | Équipe                         | Temps           |
| -- | ------------------------ | -------- | ------------------------------ | --------------- |
| 1  | Eddy Merckx              | Belgique | Molteni                        | 7 h 40 min 26 s |
| 2  | Francesco Moser          | Italie   | Filotex                        | + 0 s           |
| 3  | Guy Sibille              | France   | Peugeot-Michelin-BP            | + 0 s           |
| 4  | Tino Conti               | Italie   | Furzi-F.T.                     | + 0 s           |
| 5  | Joseph Bruyère           | Belgique | Molteni                        | + 0 s           |
| 6  | Jean-Pierre Danguillaume | France   | Peugeot-Michelin-BP            | + 0 s           |
| 7  | Marino Basso             | Italie   | Magniflex                      | + 6 s           |
| 8  | Italo Zilioli            | Italie   | Magniflex                      | + 6 s           |
| 9  | Freddy Maertens          | Belgique | Carpenter-Confortluxe-Flandria | + 6 s           |
| 10 | Walter Planckaert        | Belgique | Maes-Watney                    | + 6 s           |